# カデム
カデム（英語: Kadem、ayak、آیاق）とは、オスマン帝国でかつて使われていた長さの測定単位。
カデムとは「足」を意味しており、オスマン帝国末期換算で言うとイギリス単位の長さに合わせると1カデム=30.48 cm (1.000 ft) となっていた。しかしオスマン帝国のスルタン・セリム3世（在位：1789年4月7日 - 1807年5月29日）の統治以前はカデムの持つ定義は異なっていた。セリム3世統治以前のカデムの長さは先程と同じくイギリス単位の長さに合わせると36.6666cmもしくは37.8869cmであった。
トルコ共和国となり初代大統領アタテュルクによる改革中、メートル法が採用された。